# Epipremnum moluccanum
Epipremnum moluccanum är en kallaväxtart som beskrevs av Heinrich Wilhelm Schott. Epipremnum moluccanum ingår i släktet Epipremnum och familjen kallaväxter.
Artens utbredningsområde är Moluckerna. Inga underarter finns listade.